# Лермонт, Юрий Андреевич
Гео́рг (Джо́рдж) Ле́рмонт (англ. George Learmonth, в православии Ю́рий Андре́евич; 1590-е, Файф, Шотландия — 20 [30] августа 1633, Смоленск, Речь Посполитая) — шотландский наёмник, перешедший на русскую службу. Родоначальник дворянского рода Лермонтовых, предок Михаила Юрьевича Лермонтова.

## Биография
Принадлежал к шотландскому клану Лермонт, к которому относился и легендарный бард XIII века Томас Лермонт. В качестве одного из многочисленных западных наёмников Георг Лермонт участвовал на стороне польского короля Сигизмунда III в русско-польской войне 1609—1618 годов. В 1613 году состоял в гарнизоне крепости Белая, которую осадили русские войска под предводительством Дмитрия Пожарского. Когда дальнейшее сопротивление стало бессмысленным, гарнизон, состоявший преимущественно из шотландских и ирландских наёмников, капитулировал. Многие из попавших в плен, в том числе Георг Лермонт, предпочли перейти на русскую службу, подав челобитную новоизбранному царю Михаилу Фёдоровичу. В русскую историю эти новые подданные царя вошли как бельские немцы (немцами в то время называли всех западных неславянских иноземцев).
Георг Лермонт перешёл в православие и принял русское имя Юрий Андреевич. Бельские немцы составили отдельную роту «иноземного строя» в русском войске. Юрий Лермонт был пожалован поместьем в Галицком уезде к северу от Костромы. Сражался в 1618 году в Можайской битве против польско-литовских войск. В том же году защищал Арбатские ворота при обороне Москвы от войск польского королевича Владислава, был тяжело ранен.
К 1632 году дослужился до чина ротмистра рейтарского строя и стал военным инструктором со значительным жалованием — 100 рублей в год (для сравнения, жалование обычного стрельца составляло 6 рублей), а также обладателем дополнительных поместий в Галицком и Чухломском уездах. Обучал «хитростям ратного строя» дворян и детей боярских, а также «новокрещенов» («немцев» и татар).
В начале Смоленской войны состоял в рейтарском полку полковника рейтарского строя Самуэля Шарля д’Эберта, который был направлен в осадившее Смоленск войско боярина и воеводы Михаила Шеина. В августе 1633 года разгорелись бои с отрядами гетмана Христофора Радзивилла на реке Ясенной. Войска гетмана, имевшие численный и качественный перевес в кавалерии, старались выманить русские сотни князя Семёна Прозоровского в поле под удар гусар, но русские держались вблизи своих позиций в пределах обстрела своей артиллерии. Бой продолжался пять часов. Рейтары полковника д’Эберта атаковали казачьи хоругви гетмана и прогнали их с поля, но потом сами были атакованы польскими гусарами и рейтарами и отступили, но и гетман, не добившись успеха, отошел. В этих боях ротмистр Лермонт погиб.
Похоронен в Авраамиевом Городецком монастыре под Чухломой.

## Семья
Лермонт оставил двух сыновей — Петра (умер в 1652) и Андрея (умер в 1679) Лермонтовых, унаследовавших его поместья. Пётр Лермонтов был впоследствии воеводой в Саранске.